# ادوارد جان دریک
ادوارد دریک (به انگلیسی: Edward Drake) نویسنده و کارگردان مستقر در لس‌آنجلس، کالیفرنیا است.

## فیلمشناسی

### آثار کارگردانی
- گناه کیهانی (۲۰۲۱)
- اوج (۲۰۲۱)
- محاصره آمریکایی (۲۰۲۲)
- گازولین الی (۲۰۲۲)
- کارآگاه نایت: سرکش (۲۰۲۲)
- کارآگاه نایت: رستگاری (۲۰۲۲)
- کارآگاه نایت: آزادی (۲۰۲۳)[۲][۳]

### فیلمنامه‌نویس
- شکاف (۲۰۲۱)
- شهر بهشت (۲۰۲۲)

## جوایز
دریک برنده جایزه فیلمنامه‌نویسی جشنواره فیلم آستین (دراماتیک) است.